# خليج نونسوتش (أنتيغوا وبربودا)
خليج نونسوتش (بالإنجليزية: Nonsuch Bay) هو أحد خلجان أنتيغوا. يقع إلى شمال خليج ويلوبي ومباشرة إلى جنوب رأس إنديانتاون. تطل على الخليج جزيرة غرين آيلاند.